# Argoños
Argoños è un comune spagnolo di 1.614 abitanti situato nella comunità autonoma della Cantabria, comarca di Trasmiera, ai piedi del monte El Brusco, sul margine occidentale della baia di Santoña, formata dall'estuario dei fiumi Asón e Clarin formato dalle rias di Limpias e Rada. Fa parte del Parco naturale delle lagune di Santoña, Victoria e Joyel dichiarato lugar de intéres comunitario. La marisma (traducibile con palude), è un territorio umido paludoso nelle vicinanze del mare. Nel caso specifico si tratta di terreni in cui rientra la ria de Argoňos soggetti all'alta e bassa marea che deposita sedimenti formando tanti isolotti sui quali si sviluppa la vita biologica. Dalla marisma emerge il monte El Brusco alto 239 metri.
Il comune è formato da quattro piccoli nuclei abitati: Ancillo, Cerecedas, Santiuste e Argoños, quest'ultimo è il più abitato e capoluogo del comune, dista 45 km da Santander e si trova su un raccordo con la Via Agrippa antica strada romana che univa i porti di Flaviobriga (attuale Castro-Urdiales) e Portus Blendium (oggi Suances) e Portus Vereasueca (oggi San Vicente). Nel medioevo fu anche luogo di passaggio del Camino de Santiago nella variante lungo la costa.
All'attività tradizionale degli abitanti nella pesca tramite il grande porto peschiero di Santoña e nella raccolta dei crostacei nella marisma si è aggiunta quella nei servizi. Più della metà della popolazione attiva vi è impiegata, principalmente nel turismo, favorito dalla vicinanza del territorio comunale a rinomate e frequentate spiagge ed anche nella conservazione della riserva naturale.

## Storia
Nella zona la presenza umana risale al paleolitico, com'è evidenziato dai numerosi ritrovamenti archeologici, e i primi centri abitati stabili si ebbero dalla fusione di popoli celti venuti dall'Europa centrale con le primitive tribù locali.
I Romani vinte le guerre cantabriche si insediarono nella costa dove diedero impulso ai porti.
Nel IX secolo il territorio di Argoños, già realengo cioè sotto la diretta giurisdizione reale, fu assoggettato al Monastero di Santa Maria de Puerto di Santoña. Nel 1156 questo monastero passò a dipendere a sua volta dal monastero di Santa Maria la Real di Nájera, con tutte le sue proprietà per decisione del re Alfonso VI. Questa situazione di dipendenza durò fino al 1579 quando il re riprese le sue prerogative. Nello stesso anno il consiglio di Argoños firmò la carta de hermandad con la Merindad de Trasmiera entrando a farne parte.
Questo distretto fu soppresso nel 1834 in occasione del riordino amministrativo generale del regno di Spagna e Argoňos fu un comune costituzionale entro gli attuali confini delle provincia di Cantabria.

## Monumenti e luoghi d'interesse
- Iglesia de San Salvador, dei secoli XVI e XVII.
- Ermita de San Esteban, del XVII secolo.
- Ermita de san Roque, del XVII secolo rifatta nel XX.
- Torreon, resti di una torre del XVI secolo a Santiuste.
- Case popolari dei pescatori, nella frazione di Ancillo, tinte di bianco con balconi di legno dipinto, affiancate fra loro.
- Molino de marea de Jado, l'unico rimasto dei tre che c'erano in Ancillo.
- Portalada de la casa de Jado, unico resto della grande casa della nobile famiglia di Jado fatta costruire da Roque de Jado.
- Marismas della Riserva naturale.

## Feste
Le principali feste sono il 16 agosto la festa di San Roque, al quale la popolazione è devota attribuendogli la protezione in occasione della peste che colpì nel '600 l'intera Europa, e pure in agosto la festa di San Esteban nel paese di Ancillo.